# Astala
Astala is een geslacht van vlinders uit de familie van de zakjesdragers (Psychidae). De wetenschappelijke naam van dit geslacht is voor het eerst geldig gepubliceerd in 1964 door Donald R. Davis.
Deze vlinders komen voor in Noord-Amerika (Verenigde Staten, Mexico).

## Soorten
- A. confederata (Grote & Robinson, 1868)
- A. edwardsi (Heylaerts, 1884)
- A. hoffmanni (Vazquez, 1941)
- A. polingi (Barnes & Benjamin, 1924)
- A. tristis (Schaus, 1901)
- A. vigasia (Schaus, 1901)
- A. zacualpania (Dyar, 1917)